# 回銮训民诏书
《回銮训民诏书》，又称《回銮诏书》，简称“训民诏书”，日本方面通称为“访日宣诏”（日语：訪日宣詔），是满洲国皇帝溥仪在完成首次对日访问后于1935年5月2日所颁布的一份诏书。

## 概要
1935年4月2日，溥仪前往日本进行访问。5月2日，溥仪在勤民楼举行了《回銮训民诏书》頒發式，向簡任以上的文官，少将以上的武官进行了宣读。满洲国政权也将5月2日定为“宣诏纪念日”，规定每年此日举行纪念活动。溥仪还以敕令116号公布《皇帝访日纪念章令》并制作纪念章，授予参与访日的满洲国和日本皇室相关人士。

## 原文
— 